# G.H.B.
G.H.B. je francouzské filmové drama, které natočila režisérka Laetitia Massonová podle vlastního scénáře. Premiéru měl 12. listopadu roku 2014. Podle tvůrců filmu „je příběhem lásky a potěšení, se kterým se setkávají tři ženy, přičemž všechny hraje Marina Handsová.“ V dalších rolích se ve filmu představili například Élodie Bouchezová, Clémence Poésy a Julian Sands. Kromě Paříže se děj filmu odehrává také v New Yorku. Producentem filmu byl hudebník Mirwais Ahmadzaï. Šlo o jeho produkční debut. Ahmadzaï je rovněž autorem originální hudby.